# Ráckeresztúr
Ráckeresztúr is een plaats (nagyközség) en gemeente in het Hongaarse comitaat Fejér. Ráckeresztúr telt 3159 inwoners (2001).